# Sandrine Holt
Sandrine Holt, född 19 november 1972 i London, är en brittisk skådespelare.
Holt har bland annat medverkat i TV-serierna MacGyver (2016-2017) och Daredevil: Born Again med planerad premiär 2024. Hon har även medverkat i filmen från Underworld: Awakening från 2012 och Rapa Nui från 1994.

## Filmografi (i urval)
- 1994 – Rapa Nui
- 2002 – Ballistic
- 2009 – The Phantom
- 2012 – Underworld: Awakening
- 2013–2014 – Hostages (TV-serie)
- 2013–2014 – House of Cards (TV-serie)
- 2015 – The Returned (TV-serie)
- 2015 – Terminator: Genisys
- 2016–2017 – MacGyver (TV-serie)
- 2016 – Mr. Robot (TV-serie)
- 2024 – Daredevil: Born Again (TV-serie)
- 2025 – Your Friends and Neighbors (TV-serie)